# Parapelerinus emarginatus
Parapelerinus emarginatus är en insektsart som beskrevs av Liu, C. och Kang 2008. Parapelerinus emarginatus ingår i släktet Parapelerinus och familjen vårtbitare. Inga underarter finns listade i Catalogue of Life.